# 제1회 전국동시지방선거 울릉군의회
다음은 제1회 전국동시지방선거의 울릉군의회의원 선거결과를 정리한 문서이다. 해당 선거에서 울릉군의회는 지역구의원 7명을 선출했다.

## 지역구 선거 결과
|  | 25.50% |

|  | 19.58% |

|  | 18.61% |

|  | 18.35% |

|  | 17.92% |

|  | 29.74% |

|  | 29.50% |

|  | 22.56% |

|  | 18.18% |

|  | 55.41% |

|  | 44.58% |